# 周于德 (隆慶進士)
周于德（1538年—？），字貞吉，號帶川，河南開封府祥符縣人，民籍，明朝政治人物。

## 生平
嘉靖三十七年（1558年）戊午科河南府鄉試第十名舉人。隆慶二年（1568年）中式戊辰科會試第二百十九名，三甲第十六名進士。授济南府推官，五年九月选授江西道試監察御史，巡视南城，六年六月督理两淮盐课兼理河道，萬曆元年（1573年）三月出任江西按察司佥事，三年十二月考察去职。六年十二月復除山东佥事、分巡辽东广宁带管兵备屯田，八年六月录红土城鸭儿匮二次功，超升本省参政，十一年九月因故御史刘台戍死一事，被降一级调用。後累升山西参政。

## 家族
曾祖周誠；祖父周逵，聽選官；父周全，儀賓。母忻州郡君。具庆下。兄周之麟。